# Можари (Козловський район)
Можа́ри (рос. Можары, чув. Мушар) — присілок у складі Козловського району Чувашії, Росія. Входить до складу Карамишевське сільського поселення.
Населення — 333 особи (2010; 355 у 2002).
Національний склад:
- чуваші — 98 %

У присілку народився Герой Соціалістичної праці Шорков Павло Григорович (1902-1977).